# Ærede
Ærede er en tiltaleform, der benyttes i parlamenter og  retssale. I nogle lande er der adelige, der arver tiltaleformen.  

## Parlamentarisk brug

### Danmark
Fra 1849 til begyndelsen af 1970'erne tiltalte medlemmerne af folketinget hinanden "Det ærede medlem" i salen. Oprindeligt var det fulgt af valgkredsens navn: fx "Det ærede medlem fra Sorø Amts
2. kreds". Enkeltmandskredsene blev afskaffet i 1920, og tiltalen blev ændret til fx "Det ærede medlem Jens Møller".  
Fra 1970'erne begyndte folketingsmedlemmerne at tiltale hinanden med hr. eller fru, fx "hr. Jens Møller".  
Tidligere sagde man "Den højtærede minister". Nu er denne form afskaffet.

### Storbritannien
I Underhuset siger man stadig "højtærede" til nuværende og tidligere ministre og det "ærede medlem" til menige medlemmer af huset.  
Medlemmerne omtaler hinanden som "the honourable member for ..." eller "the right honourable member for ..." alt efter om de er medlem af (Privy Council). Medlemmerne omtaler som regel medlemmer fra deres eget parti som "My (right) honourable friend" og de fra andre partier som "the (right) honourable lady / gentleman"

## I retssale og byåd
I nogle engelsktalende lande kan dommere omtales som "His Honour" eller "Her Honour". Nogle borgmestre omtales på samme måde. I andre retssale bliver dommere og fremtrædende advokater tituleret "The Honourable".  

## Prædikater for engelske adelige
- Hertuger: "The Most Noble" eller "His Grace".
  - Hertugers ældste søn: Faderens anden titel (ofte en titel som jarl). 
    - Hertugers ældste søns ældste søn: "Lord" (af farfaderens tredje titel (ofte et baroni)).

  - Hertugers yngre sønner: "The Lord".
  - Hertugers døtre: "The Lady".

- Marquesser "The Most Honourable"
  - Marquessens ældste søn: Faderens anden titel (fx en titel som jarl)
    - Marquessens ældste søns ældste søn: "Lord" (af farfaderens tredje titel)

  - Marquessers yngre sønnner: "The Lord"
  - Marquessers døtre: "The Lady"
- Jarler:  "The Right Honourable" (fx jarlen af Spencer, Viscount Althorp)
  - Jarlers ældste søn: Faderens anden titel (ex "Viscount Althorp" (Prinsesse Dianas far John Spencer i 1924-1975) og (Dianas bror Charles Spencer i 1975-1992)) 
    - Jarlers ældste søns sønner og døtre "The Honourable" (fx "The Honourable" Charles Spencer (1964-1975) og "The Honourable" Diana Frances Spencer (1961-1975))

  - Jarlers yngre sønnner: "The Honourable".
  - Jarlers døtre: "The Lady" (fx "The Lady" Diana Frances Spencer (1975-1981)).
- Viscounter:  "The Right Honourable". 
  - Viscounters sønner og døtre: "The Honourable".
- Baroner: "The Right Honourable"
  - baroners sønner og døtre: "The Honourable"

The Honourable bruges om børn af baroner og baronesser, hvis én af deres forældre er arveligt eller livsvarigt medlem af Overhuset. 
Derimod bruges titlen ikke, hvis ingen af forældrene på trods af titler som lord eller lady, er medlem af overhuset. Det gælder fx for børn af højesteretsdommere udnævnt efter 1. april 2010.